# Срби у Кини
Срби у Кини су грађани Србије који живе и раде у Кини. У Пекингу живи око три стотине Срба, а има их и у другим градовима као што су Шангај и Хонгконг.
Срби су у Кину почели да се досељавају у највећем броју деведесетих година, пре свега из пословних разлога. Данашњу српску дијаспору у Кини чине углавном људи пословног типа који се баве пословима трговине између Србије и Кине, али и других земаља, а ређе су то људи који се баве науком. Из овог разлога, припадника српске пословне дијаспоре у Кини има највише на југу земље јер тамо има највише фабрика.
У годишњи календар Срба који живе и раде у Кини урезано је неколико важних догађаја: прослава Ускрса, фудбалски турнир Милу куп, и тениски турнир Отворене првенство Кине на коме Новак Ђоковић већ годинама игра са успехом.
Српска дијаспора у Кини активна је кроз Удружење Срба Кине. Иако је званично основано 2010. године његове активности, потичу још из деведесетих година. Једно од најважнијих достигнућа удружења јесте отварање допунске школе за српску децу која тамо бораве. Она је основана 2010, када је и удружење озваничено, а настава се одвија у просторијама Амбасаде Србије у Пекингу једном недељно у трајању од три школска часа. Посебан програм основног образовања и васпитања остварује се из следећих предмета: Српски језик, Моја отаџбина Србија и Основи културе Српског народа. Удружење је познато и по спортским активностима, а посебно Милу купу који се одржава од 1992. године. Име је добио по фудбалском стручњаку Бори Милутиновићу, бившем селектору репрезентације Кине. Такмичење је интернационалног карактера и има више од двадест учесника из исто толико земаља.
У Пекингу постоје удружења Србија и пријатељи и Српско-кинески пословни клуб, основан крајем 2014. По самом оснивању окупљао је 25 компанија. Важни циљеви клуба су прикупљање средстава за промовисање српске културе у Кини и склапање нових пословних сарадњи.
Највеће традиционално окупљање Срба у Кини је у време прославе Ускрса. У Шангају се одржава окупљање Сербија парти Шангај, а у Хонгконгу Балкан најтс.

## Спољашњи извори
- Амбасада Републике Србије у Кини
- Српско-кинески пословни клуб
- Привремено затворен Српски културни центар у Пекингу („Политика”, 11. јун 2019)